# Trigonostemon verrucosus
Trigonostemon verrucosus är en törelväxtart som beskrevs av Johannes Jacobus Smith. Trigonostemon verrucosus ingår i släktet Trigonostemon och familjen törelväxter. Inga underarter finns listade i Catalogue of Life.